# Elenco
Elenco (bras. Liste, Verzeichnis) ist ein brasilianisches Musiklabel, das 1963 vom Musikproduzenten Aloysio de Oliveira gegründet wurde.
Das Label war besonders zur Blütezeit der Bossa-Nova-Bewegung von 1963 bis 1968 aktiv. U. a. folgende Künstler haben für Elenco (Debüt-)Alben aufgenommen: Baden Powell de Aquino, Astrud Gilberto, Antônio Carlos Jobim, Sylvia Telles, Edu Lobo, Nara Leão, Vinícius de Moraes, Maria Bethânia, Dorival Caymmi, Sérgio Mendes, Maysa, Roberto Menescal, Tamba Trio, Lúcio Alves, Odette Lara, Sérgio Ricardo, Aracy de Almeida, Sidney Miller, Ciro Monteiro, Quarteto em Cy, Rosinha de Valença und Lennie Dale.
Elenco-Vinyl-Schallplatten weisen ein charakteristisches Design auf und sind heute begehrte Sammlerstücke. Einige Elenco-Alben wurden auf CD neu herausgegeben, vor allem in Japan, ab 2004 auch von Universal Music Brasil.